# Ward's Wonders de Brooklyn

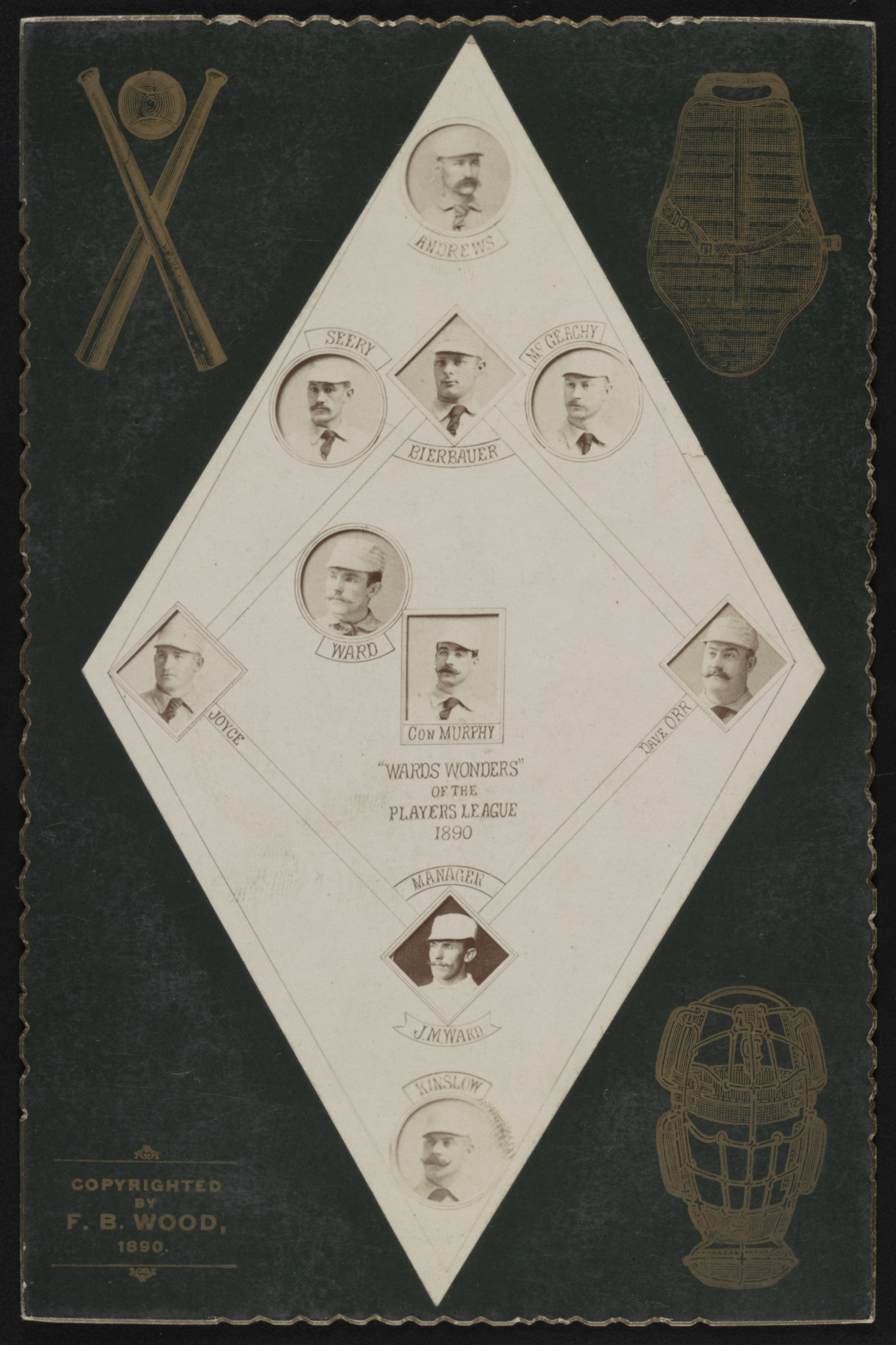

Les Ward's Wonders de Brooklyn (en anglais : Brooklyn Ward's Wonders) sont une franchise de la Players League basée à Brooklyn aux États-Unis. Parmi les principaux joueurs des Wonders, citons John Montgomery Ward, membre du Temple de la renommée du baseball. Le surnom de Ward's Wonders (ou simplement Wonders) est une convention moderne. En 1890, l'équipe était connue sous le simple nom de Brooklyns. Selon Richard Goldstein, le nom de Ward's Wonders aurait en fait été attribué aux Bridegrooms de Brooklyn en début de saison 1891.
Les Wonders sont financés par Wendell Goodwin et George Chauney. Chauncey finance la construction de l'Eastern Park (100 000 dollars).
À l'occasion de l'unique saison de la Players League, Brooklyn termine deuxième sur huit du classement final avec 76 victoires pour 56 défaites.
Brooklyn compte trois clubs de Ligues majeures en 1890. Outre les Wonders, les Bridegrooms de Brooklyn évoluent en Ligue nationale tandis que les Gladiators de Brooklyn jouent en American Association. Cette rivalité inter-ligue est néfaste pour les trois clubs qui souffrent du manque de recettes. À la fin de la saison, un seul club reste en activité : les Bridegrooms.
Lorsque la Players League cesse ses activités, les Wonders sont absorbés par les Bridegrooms de Brooklyn (futurs Dodgers) de la Ligue nationale. Chauncey pose deux conditions : que le club évolue à l'Eastern Park et qu'il prenne John Montgomery Ward comme manager. Charlie Byrne, propriétaire des Bridegrooms accepte.